# Siletzia

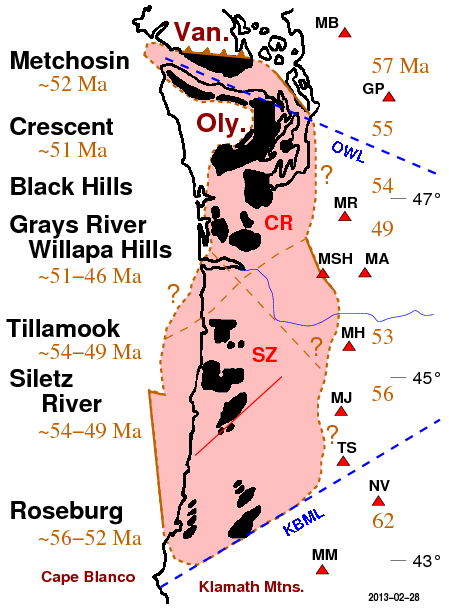
Siletzia, von Vancouver Island (Van) bis zu den Klamath Mountains in Oregon. Die rosa Fläche zeigt die oberflächennahe Ausdehnung nach magnetischen und gravimetrischen Untersuchungen, unterteilt in den Crescent- (CR) und den Siletz-Terran (SZ); die sich kreuzenden unterbrochenen Linien sind alternative Zonen der Grenze zwischen CR und SZ. Austretungen (mit Namen) in schwarz; Altersangaben (in rot, Ma = Millionen Jahre) links stammen aus McCrory & Wilson (2013b), Altersangaben rechts stammen aus Duncan (1982). Die blaue Linie ist der Columbia River (die Grenze zwischen Washington und Oregon), die rote Linie ist die Corvallis-Waldo-Hills-Verwerfung, die gebrochenen blauen Linien sind das Olympic-Wallowa-Lineament (OWL) und das Klamath-Blue-Mountains-Lineament (KBML), die roten Dreiecke sind die Hauptvulkane der Kaskadenkette. Modifiziert nach einer Abbildung bei Duncan (1982). Der Grays River und jüngere Teile der Tillamook-Vulkane gelten heute als post-Siletzianisch.

Siletzia ist die massive Formation mariner Basalte und zwischengelagerter Sedimente aus dem frühen bis mittleren Eozän im Forearc-Becken der Cascadia-Subduktionszone; sie bildet das Grundgebirge der westlichen Teile der US-Bundesstaaten Oregon und Washington und der Südspitze von Vancouver Island.:454 :209 :571 :237 Heute ist sie in den Siletz- und den Crescent-Terran geteilt. (Der Teil von Siletzia unter Oregon und dem südöstlichen Washington, ohne die Olympic Peninsula und Vancouver Island, wird auch Willamette-Platte genannt.:3771,3772,fig.11)
Siletzia korrespondiert geographisch mit der Coast Range Volcanic Province (auch Coast Range Basalts genannt),:571 unterscheidet sich aber von den wenig jüngeren Basalten, die nach dem Zusammenwachsen von Siletzia mit dem Kontinent ausgestoßen wurden und weicht in der chemischen Zusammensetzung davon ab.:571 Die Siletzia-Basalte sind Tholeiite, also charakteristisch für aus dem Erdmantel stammendes Magma, das aus einem mittelozeanischen Rücken zwischen den Platten der ozeanischen Erdkruste austritt. Die jüngeren Basalte sind alkalisch oder calcitisch, was für aus Subduktionen stammendes Magma charakteristisch ist.:200,205 :573 Dieser Wechsel der Zusammensetzung spiegelt einen Wechsel von marinem zu kontinentalem Vulkanismus wider, der vor rund 48 bis 42 Millionen Jahren offensichtlich wurde. Er wird außerdem mit dem Zusammenwachsen von Siletzia mit dem nordamerikanischen Kontinent in Zusammenhang gebracht. (Andere Autoren unterscheiden die Siletzianischen Formationen. Für eine aktuelle Kategorisierung siehe McCrory & Wilson (2013b):tab.1).
Verschiedene Theorien wurden bezüglich des Volumens und der Diversität des Siletzianischen Magmatismus vorgeschlagen, ebenso zur Rotation um schätzungsweise 75°, aber die Belege sind unzureichend, um den Ursprung Siletzias zu bestimmen; diese Frage bleibt offen.:9 :§2
Die Verschmelzung von Siletzia mit dem nordamerikanischen Kontinent vor schätzungsweise 50 Millionen Jahren (zeitgleich mit der Entstehung des Bogens der Hawaii-Emperor-Kette) war ein wichtiges tektonisches Ereignis im Zusammenhang mit der Neuordnung der tektonischen Platten der Erde.:1283 Es wird angenommen, dass dies eine Verschiebung in der Subduktionszone zur Folge hatte, welche die Laramische Gebirgsbildung, die die Rocky Mountains auffaltete, zum Abschluss und wichtige Änderungen in der Tektonik und vulkanischen Aktivität quer durch den Großteil des westlichen Nordamerika mit sich brachte.:44,48

## Entdeckung und Erforschung
Das Gestein von Siletzia wurden an verschiedenen Orten durch tektonische Hebungen (wie an der Peripherie der Olympic Mountains), antiklinale Faltungen (wie im Falle der Black Hills und der Willapa Hills im südwestlichen Washington) und Überschiebungen über andere Formationen (entlang verschiedener Verwerfungen im zentralen und südlichen Oregon) an die Oberfläche gebracht. Dieses Zutagetreten wurde verschiedentlich als Metchosin-Formation von Vancouver Island, als Crescent-Formation, als die Vulkane der Black Hills und der Willapa Hills sowie als Siletz-River-Vulkane und Roseburg-Formation von Oregon bezeichnet.:fig.1 :note 9 :§2.1,fig.1,tab.1 (Siehe Karte. Die Grays-River-Vulkane von Washington und die Tillamook-Vulkane von Oregon werden inzwischen als post-Siletzianisch angesehen.:1324 :87) An anderen Orten ist Siletzia von jüngeren vulkanischen und sedimentischen Ablagerungen überdeckt.
Die Erforschung von Siletzia begann 1906 mit Arnolds Beschreibung und Benennung einer kleinen Oberflächenformation an der Nordseite der Olympic Peninsula nahe Port Crescent. Obwohl diese Formation klein ist, hielt er es für sehr wahrscheinlich, dass viel mehr davon unter jüngeren Ablagerungen vergraben ist. Aus der Erkenntnis heraus, dass ähnliches Gestein an anderen Stellen zutage trat, wurde der Name Crescent Formation allgemein auf alle Basalte des frühen und mittleren Eozäns der Olympic Peninsula und des Tieflands am Puget Sound übertragen.:144
Die Metchosin-Formation an der Südspitze von Vancouver Island wurde in einer Serie von Studien (1910, 1912, 1913, 1917) von Clapp beschrieben, der den Zusammenhang mit der Crescent-Formation auf der anderen Seiter der Juan-de-Fuca-Straße erkannte.:22,31 Weaver erkannte, dass diese „Metchosin-Vulkane“ verschiedene eozäne Basalte in West-Washington und der Oregon Coast Range bis hin zu den südlich gelegenen Klamath Mountains umfassten. Die Siletz-River-Vulkane wurden 1948 von Snavely und Baldwin anhand von Oberflächen-Formationen nahe dem Siletz River in Oregon beschrieben (Ursprünglich „Siletz River Volcanic Series“ durch Snavely & Baldwin (1948) benannt, umbenannt durch Snavely et al. (1968):454). Die Roseburg- und weitere Formationen im südlichen Oregon wurden seit den 1960er Jahren in verschiedenen Studien beschrieben.
Der Name „Siletzia“ wurde 1979 durch Irving geprägt, um diese eozänen Basalte und die darin eingebetteten Sediment-Formationen in ihrer ganzen Ausdehnung zu beschreiben.

## Ausdehnung
Die Karte zeigt die Oberflächen-Formationen (schwarz) und aus diesen abgeleitete oberflächennahe Formationen (pink) von Siletzia. Letztere können in der äußeren Erdkruste durch aeromagnetische, gravitätische und seismologische Studien entdeckt werden.:760
Es gibt nur zwei oberflächliche Berührungszonen zwischen Siletzia und dem älteren (prä-känozoischen) Grundgebirge in Nordamerika.:15 Eine befindet sich nahe Roseburg (Oregon), wo sie gegen Formationen der Klamath Mountains geschoben wurde (Diskussion s. unten), die andere befindet sich entlang der Leech River Fault am Südende von Vancouver Island, wo sie die prä-känozoische, dem Wrangellia-Terran benachbarte Pacific-Rim-Formation verschoben hat. Alle anderen Kontaktstellen zwischen Siletzia und dem Rest des Kontinents sind unter jüngeren Ablagerungen verborgen, insbesondere unter den Kaskaden-Vulkanen. Die Kontaktzone rund um die Olympic Mountains ist eigentlich der Basiskontakt mit den darunter liegenden ozeanischen Sedimenten, der durch die Hebung des Gebirgszugs schräg aufwärts gestellt wurde und durch die Erosion von 10 bis 12 Kilometern überlagernder Ablagerungen an die Oberfläche kam.:571
Der Ort des oberflächennahen Kontakts zwischen der Crescent-Formation und der prä-känozoischen metamorphen Basis des Kontinents, welcher als Coast Range Boundary Fault (CRBF) bezeichnet wird, ist weitestgehend unsicher. Die Leech River Fault erstreckt sich südostwärts über Victoria hinaus über die Juan-de-Fuca-Straße hinweg, möglicherweise mit der südostwärts ausstreichenden Southern Whidbey Island Fault (SWIF) verbunden. (Die Leech River Fault/CRBF wurden auch mit möglichen Verwerfungen in der Discovery Bay und im Puget Sound zusammengebracht – siehe Puget-Sound-Verwerfungen – aber die Beweise sprechen eher dagegen; siehe z. B. Babcock et al. (1992):6809 und Babcock et al. (1994):149) Diese erstreckt sich bis zur Rattlesnake Mountain Fault Zone (RMFZ), einige 25 Kilometer östlich von Seattle, welche für die westliche Grenze des prä-känozoischen Grundgebirges gehalten wird. Gravitations-Daten deuten jedoch darauf hin, dass die Crescent-Formation (mindestens an der Oberfläche) sich auf diesem Längengrad nicht über den Osten Seattles hinaus erstreckt.
Weiter südlich, nahe dem Mount St. Helens, gibt es eine ähnliche Situation; die St. Helens Fault Zone (SHZ) gilt als östliche Grenze der Crescent-Formation,:10,179 aber das prä-känozoische Grundgebirge findet sich am Mount Rainier. Die Trennung dieser bildet die als Southern Washington Cascades Conductor (SWCC) bekannt gewordene Formation mariner Sedimente; sie ist möglicherweise über ein Fragment von Siletzia gelagert. Oder auch nicht: Die ältesten Teile der SWCC sind möglicherweise älter als Siletzia,:10,186 :4,16 und die Beschaffenheit und der Ort des Kontakts zwischen diesen beiden Formationen ist unbekannt.
Im zentralen Teil Oregons bildet Siletzia eine Plattform, auf der die älteren, heute erloschenen Vulkane der Western Cascades liegen. Es wird vermutet, dass die jüngeren High Cascades (die Hochlagen der Kaskadenkette) im Osten auf Sedimenten ruhen, die im Becken zwischen Siletzia und dem Kontinent akkumuliert wurden.:2771
Im südlichen Oregon ist Siletzia entlang des Klamath—Blue Mountain Lineament (KBML) gegen die mesozoischen Klamath Mountains gedrückt worden.:2759 :206,208,210 Nahe Roseburg (Oregon) trat diese Kontaktzone an der Wild Safari Fault zutage, wo die spätjurassische Dothan Formation über die Roseburg-Formation geschoben wurde.:12,31,fig.2
Jenseits der Küste von Süd-Oregon bildet die eozäne Fulmar-Verwerfung die Westgrenze von Siletzia.:162,171,fig.64 :fig.2 Bei dieser handelt es sich um eine Blattverschiebung, bei der Teile von Siletzia ausgespalten wurden; das fehlende Stück könnte der Yakutat-Terran sein, der heute die Spitze des Golfs von Alaska bildet.:20.442,20.432 :172–173  Weiter nördlich wird die Terran-Grenze für einen Teil der Küste am Columbia River gehalten.:8228 (Parsons et al. (1999) nutzten seismische Daten, um ein dreidimensionales Bild von Siletzia bei Washington zu erzeugen, welches die Westgrenze einschließt.)
Die Art und Weise, wie sich die Crescent-Formation um die Olympic Mountains windet („Oly“ auf der Karte) könnte eine oroklinale Windung als ein Ergebnis des Zusammenpralls mit Vancouver Island widerspiegeln.:3757-56 Sie wurde auch auf den Verlust der ursprünglich die Olympic Mountains überdeckenden Ablagerungen vor ihrer Hebung zurückgeführt,:11,735–36 ähnlich einem Dom, von dem die Spitze und das westliche Ende entfernt wurden.
Siletzias aktuelle Mächtigkeit sowie die Schätzungen darüber variieren. Unter Oregon scheint der Siletzianische Terran bis in 25 oder möglicherweise 35 km Tiefe in die Rinne zwischen der abtauchenden Juan-de-Fuca-Platte und der Grenze des Kontinents zu reichen, wo er über am Boden der Rinne akkumulierte Sedimente gleitet. (McCrory & Wilson (2013b):§7 gehen von 27±5 Kilometern aus.) Der Crescent-Terran (unter Washington) wird für dünner gehalten, von minimal 12 … 22 km unter den westlichen und östlichen Endes der Juan-de-Fuca-Straße, ist aber möglicherweise auch bis zu 20 … 35 km stark.:§9.2 :slides 15/17

## Zusammensetzung
Die verschiedenen Formationen von Siletzia werden als marine tholeiitische „Kissen“-Basalte und vulkanische Brekzie charakterisiert, die oft von sedimentischen Schichten kontinentalen Ursprungs unterbrochen sind und auf einer ozeanischen Kruste liegen. Diese sind üblicherweise von calcitischen vulkanischen unterseeischen Ablagerungen bedeckt.:573 All dies suggeriert, dass diese Formationen ursprünglich in einer ozeanischen Umgebung abgelagert wurden, möglicherweise als unterseeische Berge oder ein Insel-Bogen.:480 Eine detailliertere Beschreibung der Siletz-River-Vulkane findet sich bei Snavely et al. (1965), und eine der Crescent-Formation bei Lyttle & Clarke (1975).
Die Einheit der Blue Mountains an der Basis der Crescent-Formation auf der Olympic Peninsula beinhaltet Sedimente (einschließlich großer Findlinge aus Quarz-Diorit) kontinentalen Ursprungs, die nahelegen, dass der Kontinent einst nicht weit entfernt war;:579 andere Sedimente wurden von prä-känozoischem Gestein auf Vancouver Island und von der nördlichen Kaskadenkette abgetragen.:164 Am Südende gibt es aus den Klamath Mountains stammende Sedimente,:380 :1662 :14,090 :12 während der die Tyee-Formation überlagernde Sand eine dem Gestein des Idaho-Batholiths ähnliche isotopische Zusammensetzung aufweist.:779

## Alter
Der Auswurf der Siletzia-Basalte fand grob im späten Paläozän bis ins mittlere Eozän hinein statt; genauere Daten sind schwierig zu ermitteln und variieren daher leicht. Frühe Radiometrische Datierungen auf K-Ar- (Kalium-Argon) und 40Ar-39Ar-Basis (Argon-Argon) durch Duncan ergaben ein Alter von 57 … 62 Millionen Jahren für das nördliche und das südliche Ende sowie ein Alter von 49 Millionen Jahren für die Grays-River-Vulkane nahe dem Zentrum von Siletzia. Dies legt den Ursprung in einem mittelozeanischen Rücken (wie schon zuvor von McWilliams (1980) angemerkt) nahe und hatte starken Einfluss auf Modelle, welche die Entstehung von Siletzia abbildeten. Andere Forscher fanden seither jüngere Daten (50-48 mya) für die Entstehung der Crescent-Basalte, so dass eine starke Alters-Asymmetrie entstand.:6815 (Variationen in der geochemischen Abweichung könnten die Ergebnisse auch verschoben haben.:10.828 :2956)
Datierungen von 2010 auf der Basis von 40Ar-39Ar, U-Pb (Uran-Blei) und Kalkflagellaten zeigen eine engere Spanne des Alters von 56 Millionen Jahren im Süden bis 50 oder 49 Millionen Jahren im Norden. Später erhobene hochpräzise U-Pb-Datierungen aus dem nördlichen Siletzia:tab.1 ergaben ein eng eingegrenztes Alter von 51 Millionen Jahren für den Metchosin-Komplex auf Vancouver Island. Von besonderem Interesse ist die etwas weitere Spanne von schätzungsweise 53 bis 48 Millionen Jahren für die Basalte der Crescent-Formation auf der Ostseite der Olympic Peninsula, die die Blue-Mountain-Einheit überlagert und verlässlich auf 48 Millionen Jahre oder jünger datiert wurde. (Wells et al. (2014):fig.4 berechneten ein maximales Alter der Ablagerungen von etwa 48,7 Millionen Jahren, während Eddy et al. (2017):tab.1 vier Altersstufen zwischen 44,7 und 47,8 Millionen Jahren nachweisen.) Diese strukturelle Beziehung wurde zuvor dahingehend interpretiert, dass Siletzia – oder wenigstens dessen nördlicher Teil – am Kontinentalrand aufgebaut wurde. Aktuell wird diskutiert,:662 dass die Ungleichheit der Altersangaben dadurch erklärt werden kann, dass die Blue-Mountain-Einheit vor etwa 44,5 Millionen Jahren unter Siletzia geschoben wurde, und dass außerdem Siletzia nicht notwendigerweise entlang des Kontinentalrandes abgelagert wurde.

## Größe
Siletzia ist recht groß: mehr als 400 mi (644 km) lang, beinahe halb so breit (und wahrscheinlich recht tief). Die ursprünglichen Ablagerungen waren zwischen 16 und 35 Kilometern mächtig.:fig.2 Weaver schätzt eine minimale Mächtigkeit von lediglich 3.000 ft (914 m) und außerdem „nahezu 10.000 Kubikmeilen [ca. 40.000 km³] Gestein“; er ging von einem Gesamtvolumen aus, das mindestens so groß sei wie die besser bekannten Columbia-River-Basalte. (Zitiert in Henriksen (1956):111) Snavely et al. ermittelten mindestens 10.000 ft (3.048 m) Mächtigkeit und bis zu 20.000 ft (6.096 m) unter den eruptiven Zentren sowie ein Volumen von bis zu 50.000 Kubikmeilen (mehr als 200.000 km³).:456 Duncan (1982) schätzte das Volumen auf rund 250.000 km³ (etwa 60.000 Kubikmeilen), was das Volumen der meisten kontinentalen Riftzonen sowie einiger Basaltflutregionen erreicht.:6813 Die neueste Schätzung beziffert das Volumen auf 2 Millionen km³.

## Paläorotation

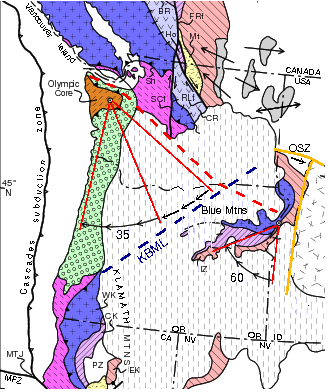
Rotation von Siletzia (grün) um einen nördlichen Drehpunkt. Die Klamath Mountains (blau) rotierten mit Siletzia, waren einst den Blue Mountains benachbart (ebenso blau, gleichfalls seitdem rotiert) nahe dem Idaho Batholith (rechte Grenze). Die rote gestrichelte Linie ist das Olympic-Wallowa-Lineament. Originalbild bereitgestellt von William R. Dickinson.

Wenn Lava sich abkühlt und verfestigt, verbleibt ein Abdruck des Magnetfeldes der Erde, so dass die ursprüngliche Orientierung des Gesteins erhalten bleibt. Messungen solcher paläomagnetischer Felder in der Oregon Coast Range zeigen Rotationen um 46 … 75° auf, allesamt als Folge des angenommenen Zusammenstoßes des Siletzianischen Terrans mit dem Kontinent vor etwa 50 Millionen Jahren. Diese Rotationen erfolgten alle im Uhrzeigersinn und zeigen eine enge Korrelation mit dem Alter des Gesteins: etwa 1,5° je eine Million Jahre.:573 :188 Diese paläomagnetischen Rotationen und andere Beweise zeigen, dass Siletzia – oder der Teil, der den Siletzianischen Terran bildet („SZ“ auf der ersten Karte), von den Klamath Mountains bis zum Columbia River – im Uhrzeigersinn als ein einziger kohärenter Block rotiert ist.:573 :2958 (Andere mögliche Rotationsmechanismen werden von Globerman et al. (1982):1156 diskutiert. Siehe auch Wells & Heller (1988)).
Hat sich Siletzia um das Nord- oder das Südende gedreht? Diese Frage hat erhebliche Aufmerksamkeit erregt, und lange wurde eine Rotation um das Nordende angenommen. (Zweites Modell von Simpson & Cox (1977), verfeinert von Hammond (1979). Verschiedene Einwände gegen einen nördlichen Drehpunkt wurden von Magill et al. (1981) erhoben, die eine initiale Phase der Rotation mit einem südlichen Drehpunkt bevorzugten.:2960 Einige offensichtliche palinspastische Widersprüche im Zusammenhang mit der Clarno-Formation im nördlichen zentralen Oregon:588 scheinen von Grommé et al. (1986) gelöst worden zu sein. Ein Hauptproblem für einen südlichen Drehpunkt besteht darin, dass er eine Rotation während der Verschmelzung mit dem Kontinent impliziert, während die meisten Untersuchungen darauf hindeuten, dass der Großteil oder die gesamte Rotation nach der angenommenen Verschmelzung passierte.:779) Ein Schlüssel für den Nachweis ist, dass die Crescent-Formation über Sedimente (die Blue-Mountain-Einheit) gelegt wurde, die vom Kontinent stammten, einschließlich der etwa 65 Millionen Jahre alten Findlinge aus Quarz-Diorit. Dies wurde zunächst dahingehend interpretiert, dass die Crescent-Formation nahe dem Kontinent gebildet wurde. (Siehe auch Babcock et al. (1994):141,144 und McCrory & Wilson (2013b):§2.1.2) Neue hochpräzise U-Pb-Datierungen zeigen jedoch, dass die überlagernden Basalte älter sind und deshalb die Blue-Mountain-Einheit nicht von den Basalten überlagert wurde, sondern zu einem späteren Zeitpunkt darunter geschoben wurden. Ein solches Unter-Schieben impliziert, dass das Nordende von Siletzia ursprünglich weiter vom Kontinent entfernt lag, und erlaubt eine radiale Bewegung um einen südlicheren oder östlicheren Drehpunkt nahe der heutigen Grenze zwischen Washington und Oregon, wie es kürzlich vorgeschlagen wurde.:707–708
Dieses Modell geht davon aus, dass Siletzia am Rand der Kontinentalplatte gebildet wurde, entlang der heute Olympic-Wallowa-Lineament genannten Zone (OWL; eine Zone topographischer Besonderheiten unbekannten Alters und von tektonischer Bedeutung) und mit dem Südende von Siletzia und den Klamath Mountains (mit Siletzia vereinigt) nahe dem Idaho-Batholith in Zentral-Idaho. Weitere Belege dafür stammen aus dem Sand der Tyee-Formation, der die Roseburg-Formation überlagert. Nicht nur, dass dieser Sand dieselbe isotopische Zusammensetzung wie das Gestein des Idaho-Batholiths hat (ebenso wie der heute von Snake und Columbia River verschobene Sand), er scheint auch nicht weit von seiner Quelle wegtransportiert worden zu sein. Dies impliziert, dass die Tyee-Formation sehr viel näher am Idaho-Batholith lag, während sie abgelagert wurde, bis sie schließlich weggedreht wurde.:770,773,779 Geodätische Untersuchungen zeigen, dass die Region weiterhin rotiert, wahrscheinlich aufgrund der Ausdehnung der Basin and Range Province und eines asthenosphärischen Fließens um die Südgrenze der subduzierten Juan-de-Fuca-Platte.
Nördlich des Columbia River sind die Verhältnisse viel komplizierter. Erstens ist die in Südwest-Washington beobachtete Rotation nur halb so groß wie die ähnlich alter Gesteine in Oregon. Dies bildet die Basis für die Annahme, dass der Crescent-Terran vom Siletzianischen Terran abbrach (vielleicht, weil sie auf unterschiedlichen ozeanischen Platten gebildet wurden:§§5,50,54,63-66) und einer anderen Rotationsgeschichte unterlag.:1155 :280 Zweitens gibt es in Washington eine größere Variation im Grad der Rotation und mehr Verwerfungen, was zu der Spekulation führte, dass der Crescent-Terran in acht oder neun Krustenblöcke zerbrochen sei.
Im heutigen Bremerton an der Ostseite der Olympic Mountains ist die gemessene Rotation gering und innerhalb der statistischen Fehlergrenzen zu Null; anders weiter nördlich nahe Port Townsend, wo die Rotation leicht gegen den Uhrzeigersinn lief. Auf Vancouver Island sind die Paläorotationen entgegengesetzt dem Uhrzeigersinn, und weitere Belege zeigen, dass die Spitze der Insel verbogen wurde, möglicherweise aufgrund einer Kollision mit Siletzia. Die Nordwestspitze der Olympic Peninsula zeigt gleichfalls eine Rotation entgegen dem Uhrzeigersinn von etwa 45 Grad. Dies wirft die Frage auf, wie viel von dem gebogenen Umriss der Crescent-Formation auf den Materialverlust vom Zentrum nach der Hebung der Olympic Mountains zurückzuführen ist und wie viel davon oroklinale Biegungen widerspiegeln.

## Herkunft
Die Herkunft von Siletzia ist noch nicht bestimmt und wird (Stand 2017) kontrovers diskutiert.:652 Bromley (2011):9 sagte kürzlich: „Es fehlt eine definitive Antwort“. Fortgesetzt werden Theorien entwickelt, und selbst die Details, auf denen die Theorien beruhen, „bleiben rätselhaft“.:§2 Im Folgenden werden mehrere der bemerkenswertesten Modelle betrachtet.
Es gibt zwei grundsätzlich verschiedene Typen von Modellen der Bildung von Siletzia: Brandon & Vance (1992):571 nennen diese die Tiefseeberg-Interpretation und die Randbecken-Interpretation. Chan et al. (2012):1324 zählen nur drei allgemeine Modelle; sie beschränken die erstgenannten auf einen Hotspot-Vulkanismus auf einem mittelozeanischen Rücken und nennen Schollen-Fenster als dritte Modellform. Eddy et al. (2017):652 bieten eine erneuerte Zusammenfassung. (1) Die Bildung im offenen Ozean (möglicherweise als unterseeische Berge wie im Fall der Hawaii-Emperor-Kette oder einen Hotspot auf einem mittelozeanischen Rücken wie im Fall von Island) sowie den Zusammenstoß mit dem Kontinent; (2) die Bildung in Küstennähe auf oder nahe dem Kontinentalrand (vielleicht als Ergebnis einer Blattverschiebung oder eines Schollen-Fensters). Alle aktuellen Modelle sehen Siletzia danach als vom Kontinentalrand wegdriftend, und zwar um einen nördlichen Drehpunkt. (Einige frühe Modelle stellten Siletzia als in den Kontinent hinein um einen südlichen Drehpunkt rotierend dar, so dass das Verschmelzen mit dem Kontinent den Höhepunkt darstellte. Der südliche Drehpunkt scheint weitgehend obsolet in der Diskussion, teilweise weil verschiedene Studien (z. B.: Heller & Ryberg (1983):383, Wells et al. (1984):280, Heller et al. (1985):779) den Großteil der Rotation als nach der Verschmelzung darstellen. Diese Modelle wurden entweder als „verschmolzen“ oder „gerissen“ klassifiziert, doch das ist ungenau, weil die küstennahe Bildung [engl. „inshore“] gleichfalls ein Verschmelzen beinhalten kann und alle Hochsee-Modelle [engl. „offshore models“] einen nördlichen Drehpunkt benutzen, der das Aufreißen eines Grabens [engl. „rifting“] impliziert.) Untersuchungen über den Ursprung Siletzias haben sich im Allgemeinen auf zwei prinzipielle Beobachtungen gestützt: die große Paläorotation (wie oben beschrieben) und den voluminösen Ausstoß (mehr als 50.000 Kubikmeilen [ca. 200.000 km³], welche das Volumen der meisten kontinentalen Grabenbruchzonen und einiger Basaltflut-Provinzen übersteigt:6813). Die Berücksichtigung der beobachteten Basalt-Volumina setzt eine ausgedehnte magnetische Quelle voraus, für die die meisten Modelle entweder die Anwesenheit des Yellowstone-Hotspot oder die eines Schollen-Fensters annehmen.:9 Letzteres würde aus der Subduktion der Farallon- und der Kula-Platte (oder vielleicht aus dem Wiederauftauchen der Farallon-Platte) stammen. Die Beziehung mit dem mittelozeanischen Rücken, der die Kula- von der Farallon-Platte trennte, ist ein bedeutendes Element in allen Modellen, obwohl seine Lage während dieser Epoche nicht gut bestimmt wurde. Babcock et al. (1992):fig.10 zeigen die Unsicherheit der Position des Kula-Farallon-Rückens vor 65 Millionen Jahren, indem sie sie irgendwo zwischen Mexiko und den  Queen Charlotte Islands angeben. Auch Abbildung 1 bei Haeussler et al. (2003) zeigt diesen Rücken abwechselnd nahe Washington und nahe Anchorage.

### Simpson & Cox 1977: Zwei Modelle
Auf der Suche nach einer Erklärung für die Paläorotation im Uhrzeigersinn merkten Simpson & Cox (1977) an, dass Siletzia als starrer Block rotiert zu sein scheine und schlugen zwei Modelle vor. Das erste betraf die Rotation um einen südlichen Drehpunkt im Kontakt mit den Klamath Mountains. Dies erzeugt verschiedene Probleme, insbesondere weil am Nordende Sedimente und selbst Findlinge vom Kontinent an der Basis der Crescent-Formation gefunden wurden, die nahelegen, dass Siletzia von Beginn an nahe am Kontinent lag.:579 Im zweiten Modell (schließlich von Hammond (1979) verbessert) lag Siletzia ursprünglich dem Olympic-Wallowa-Lineament benachbart, wurde dann vom Kontinent weggeschoben und rotierte um einen nördlichen Drehpunkt nahe der Olympic Peninsula. Weil die Sedimente auch einen losen Kontakt der Klamaths vom Beginn an nahelegen, erfordert dies, dass die Klamaths sich mit Siletzia zusammen bewegt haben. Ursprünglich gab es Konflikte darüber, wann die Klamaths und mit zunehmendem Fortschritt und Ausmaß der Rotation auch die Clarno-Formation in Zentral-Oregon bewegt wurden. Diese wurden großenteils in einer Untersuchung der Clarno-Formation durch Grommé et al. (1986) geklärt und mit einer palinspastischen Rekonstruktion des Zustandes vor 38 Millionen Jahren illustriert.

### Offshore-Modell: Eine eingefangene Inselkette?
Eine früh und verbreitet zitierte Studie von Duncan (1982) (aufbauend auf Merkmalen der ziemlich neuen Theorie der Plattentektonik) ist ein Beispiel für den Offshore- oder „Tiefseeberg“-Typ von Modellen. Sie bietet eine Reihe von radiometrisch (K-Ar- und 40Ar-39Ar-Messungen) ermittelten Altersangaben, die im Zentrum (für die Grays-River-Vulkane) jüngere und an den Rändern ältere Gesteine bestimmte. Diese zweiflächig symmetrische Alters-Progression erinnert stark an die Muster an mittelozeanischen Rücken, wo älteres Gestein nach beiden Seiten von jüngerem Gestein verdrängt wird. Duncan zog fünf Modelle in Betracht (aber keines, welches ein Aufreißen oder eine Subduktion der Ketten enthält):10.828 und favorisierte eines mit einem Hotspot – vermutlich dem Yellowstone-Hotspot – der den Farallon-Kula-Rücken teilte (so wie in Island), um eine Inselkette zu schaffen. Diese Inseln verschmolzen dann mit dem Kontinent, als die darunterliegende ozeanische Kruste subduziert wurde.
Diese Studie ist aus vielerlei Gründen kritisiert worden, insbesondere wegen der Altersangaben. Duncan selbst merkt an, dass die Messung des Alters im nördlichen Teil durch den Verlust von Argon während des Tieftemperatur-Metamorphismus beeinflusst sein könnte, und dass hinsichtlich der stratigraphischen Position ein gewisses Rauschen vorhanden gewesen sein könnte.:10.828,10.830 Letzteres wurde in einer aktuellen Studie demonstriert, die auf geochemischer Grundlage aufzeigte, dass die Grays-River-Vulkane jünger (mit einem Alter von 42 … 37 Millionen Jahren sogar sehr viel jünger) sind als Siletzia:1324 und deshalb nicht repräsentativ für die initiale Phase des Siletzianischen Magmatismus sein können. Die aktuellen Messungen zeigen ein eher monotones Wachstum des Alters von Süd nach Nord.
Die Spanne des ursprünglichen Alters war gleichfalls ein Problem, da die Ausbreitungsrate des Kula-Farallon-Rückens eine viel längere als die beobachtete Kette von Tiefseebergen hätte erzeugen müssen und zu weit vom Kontinent entfernt gewesen wäre, um die Sedimente kontinentalen Ursprungs erklären zu können.:280 Dieser Widerspruch wird etwas dadurch abgeschwächt, dass die neueren Altersbestimmungen eine kleinere Spanne an Altersangaben zeigen.

### Inshore-Modelle
Mehrere Modelle nehmen eine Bildung von Siletzia in Küstennähe an, auf oder nahe dem Kontinentalrand. Während alle aktuellen Modelle Siletzia nach dem Verschmelzen oder der Bildung als abgespalten ansehen, zieht eine Unterklasse von Rifting-Modellen diesen Vorgang der Grabenbruchbildung als ursächlich für die Eruptionen auf Siletzia in Betracht.
Wells et al. (1984) schlugen vor, dass die Siletzia-Basalte Transformstörungen  (senkrecht zu einem mittelozeanischen Rücken) an den Richtungswechseln der tektonischen Platten „durchbrochen“ haben könnten. Das Ausmaß dieser Eruptionen und ihr Ort in der Region wird als ähnlich dem des Yellowstone-Hotspot angegeben.:289 Diese „Transform-Durchbruch“-Theorie scheint im Großen und Ganzen zurückgewiesen zu werden, wahrscheinlich weil das zugrundeliegende Modell der Plattenbewegungen sich als mangelhaft erwiesen hat.:752
Wells et al. schlugen dazu abweichend vor, dass ein Terran am Kontinentalrand über den Yellowstone-Hotspot geschoben wurde, dieser vom aufsteigenden Magma vom Kontinent fortgeschoben wurde, und schließlich die Siletzia-Basalte bildete.:289–290 Diese Idee wurde von Babcock et al. (1992) weiterentwickelt, die vorschlugen, das Rifting könnte durch eine Änderung der Bewegungsrichtung der Platte initiiert worden sein. Kinematische Effekte der Migration des Kula-Farallon-Rückens entlang des Kontinentalrandes kommen gleichfalls in Frage. Ein solcher Effekt ist die Bildung eines Fensters (oder einer Lücke) in der subduzierten Platte (engl. „slab“), welches verstärkten Auftrieb von Magma erlauben würde.:6813

### Schollen-Fenster
Dass mittelozeanische Rücken subduziert werden könnten, wurde frühzeitig bei der Entwicklung der Plattentektonik beobachtet, doch gab es damals wenige Überlegungen über die darauffolgenden Auswirkungen. In den 1980er Jahren kam die Vorstellung auf, dass das aus der Asthenosphäre durch den Rücken hindurch aufsteigende Magma das Meerwasser nicht erreicht haben und daher nicht abkühlen sowie die Lücke schließen konnte. Die fortgesetzte Ausdehnung des Rückens würde zu einer erweiterten Lücke oder einem „Fenster“ in der subduzierten Platte führen, durch die vermehrt Magma austreten würde. Die Bedeutung dessen für Siletzia wurde erstmals von Thorkelson & Taylor (1989) und Babcock et al. (1992) aufgezeigt (aufbauend auf der Pionier-Arbeit von Dickinson & Snyder (1979), zitiert in Michaud et al. (2002) und Thorkelson (1996):48). Breitsprecher et al. (2003) identifizierten schließlich das fächerförmig erscheinende Erwachen von Vulkanen mit charakteristischer Geochemie, gefolgt von der Ausweitung des Schollen-Fensters in der Kula-Farallon-Platte quer durch das nordöstliche Washington bis nach Idaho hinein. Madsen et al. (2006) zeigten, dass während des Großteils des Eozäns der später folgende Magmatismus von Alaska bis Oregon „mit Begriffen der Subduktion und des Schollen-Fensters erklärbar ist“.:31 (Ihr Modell trennt den nördlichen Teil der vor etwa 47 Millionen Jahren wiederauftauchenden Platte, um die Eshamy-Platte zu bilden.) Das heißt, dass ein Schollen-Fenster – und ein einzelner subduzierter Rücken kann mehrere davon enthalten – einen adäquaten Magmatismus bieten kann, ohne an einen Hotspot (eine Mantel-Plume) angebunden zu sein. (Der Magmatismus kann solche Ausmaße erreichen, dass auch vorgeschlagen wurde, dass der Yellowstone-Hotspot durch ein Schollen-Fenster initiiert worden sein könnte.:6819) Sowohl Mantel-Plumes als auch Schollen-Fenster erzeugen einen voluminösen Magmatismus; der Haupt-Unterschied besteht darin, dass sich Schollen-Fenster nur dort bilden, wo der mittelozeanische Rücken subduziert wird. Dies impliziert die Bildung am Kontinentalrand und anschließendes Rifting in der Art und Weise der zweiten Modell-Klasse.

### Golf von Alaska
Jedes Modell über den Ursprung von Siletzia muss die Interaktionen mit den Plattengrenzen, die während des Eozäns unter die nordamerikanische Platte geschoben wurden, berücksichtigen. Frühe Studien krankten an nicht determinierten Orten dieser Grenzen, insbesondere des Kula-Farallon-Rückens: Basalte an den Außengrenzen des Golfs von Alaska (entlang des Alaska Panhandle) sind so alt und ähnlich zusammengesetzt wie die Vulkane von Siletzia und geben vor, dass der K-F-Rücken weit vor dem Yukon-Territorium und gleichzeitig weit vor Washington lag. Dies kann aufgelöst werden, wenn man annimmt, dass vor etwa 56 Millionen Jahren der Ostteil der Kula-Platte abbrach und die  Resurrection-Platte (etwa „wiederauferstandene Platte“) bildete, während der neue Kula-Resurrection-Rücken (K-R) sich den Golf von Alaska entlang bis nach Kodiak Island erstreckte, und der frühere K-F- (jetzt R-F-) Rücken Washington erreichte.:868,fig.1 Die Subduktion dieser Platte unter das westliche heutige Kanada geschah rasch und wurde mit dem vollständigen Verschwinden durch die Subduktion des K-R-Rückens vor 50 Millionen Jahren abgeschlossen.:872
Dieses Szenario erlaubt außerdem den raschen Transport nördlich der Krusten-Blöcke wie des Yakutat-Terrans. Heute südöstlich von Cordova am Golf von Alaska gelegen, indizieren paläomagnetische Merkmale, dass er auf einer geographischen Breite gebildet wurde, die dem heutigen Oregon oder Nord-Kalifornien entspricht.:472 Verschiedene Glimmerschiefer von Baranof Island werden analog für die Leech-River-Schiefer (Leech-River-Komplex) auf Vancouver Island mit einem Alter von 50 Millionen Jahren gehalten, die anschließend nordwärts mit anderen Elementen des Chugach-Prince-William-Terranes transportiert wurden.:465–471,fig.4

## Nach dem Verschmelzen vor 50…42 Millionen Jahren
Ob als Tiefseeberge fern der Küste oder küstennah durch ein Schollenfenster geformt, wurden die Siletzianischen Basalte auf einer subduzierenden ozeanischen Platte abgelagert: Der Siletz-Terran auf der Farallon-Platte und der Crescent-Terran sehr wahrscheinlich auf der angrenzenden Resurrection-Platte (nachdem diese von der Kula-Platte abgebrochen war, welche sich wiederum zuvor von der Farallon-Platte gelöst hatte). In beiden Fällen wurde Siletzia in Richtung der Subduktionszone verschoben, welche möglicherweise diagonal durch das heutige Washington verlief, schätzungsweise auf der Position des Olympic-Wallowa-Lineaments.:588,fig.5 :fig.4 Dies wäre die Challis-Subduktionszone, doch wirft dies manche Frage auf.:6817 :570 :7 Siletzia war jedoch zu groß, um subduziert zu werden und verschmolz mit dem Kontinent. Verschmelzung wird gelegentlich als „Andocken“ bezeichnet, ist aber einer Kollision ähnlicher: Mehrere periphere Strukturen werden zunächst gefaltet oder zermalmt, danach werden die Hauptstrukturen deformiert, sobald sie in Kontakt kommen und verschiedene Teile werden über andere geschoben; all dies dauert viele Millionen Jahre. Soweit möglich geben die meisten Studien das Alter der Verschmelzung von Siletzia mit Nordamerika mit 50 Millionen Jahren an.:383 :199 Einige frühe Studien (z. B. Duncan (1982)) datierten die Verschmelzung auf spätestens 42 Millionen Jahre vor heute. Eine aktuelle Studie legt nahe, dass es vor frühestens 55 Millionen Jahren geschah. Diese Datierung hat zusätzlich Bedeutung, da es mit dem Beginn des Richtungswechsels der Pazifischen Platte, wie sie in der Schleife der Hawaii-Emperor-Kette zu sehen ist, sowie dem Wechsel im Pazifischen Nordwesten von kompressionaler zu extensionaler Tektonik übereinstimmt.:275,290 :1652 :5814 :1,43,58 Es könnte gleichfalls mit der Subduktion des Rests der Resurrection-Platte unter British Columbia zusammenfallen.:872 Die Initiierung der nordwärts streichenden rechtsseitigen Straight-Creek-Verwerfung vor etwa 48 Millionen Jahren wurde möglicherweise von einer Spannungsakkumulation während des Verschmelzens von Siletzia mit dem Kontinent verursacht.
Als Siletzia mit dem Kontinent verschmolz, blockierte es auch die existierende Subduktionszone und stoppte so die Subduktion der Farallon-Platte. Das beendete die Laramische Gebirgsbildung, welche die Rocky Mountains geschaffen hatte und war Auslöser für den „Mittel-Tertiären Feuerregen“, eine Welle großvolumigen silizischen Magmatismus, welche über einen Großteil des westlichen Nordamerika zwischen 50 und 20 Millionen Jahren vor heute hinwegfegte.:9 :177 Dies hatte unzweifelhaft Auswirkungen auf den rätselhaften und umstrittenen Challis Arc, der sich vom südöstlichen British Columbia bis zum Idaho-Batholith erstreckt, einigermaßen parallel zum Olympic-Wallowa-Lineament; die Details sind jedoch unbekannt.:6817 :1122
Subduktion, die an der existierenden Zone zum Stillstand kam, reinitiierte schließlich die weiter westlich gelegene Cascadia-Subduktionszone.:1283 :12 :203 Wie dies geschah, scheint nirgendwo detailliert erforscht worden zu sein, doch die Abbildung 5 in Simpson & Cox (1977):587 legt nahe, dass sich die neue Subduktionszone einfach an der alten anschließend auftat, und zwar von Süden her beginnend. Der von der neuen Subduktionszone ausgehende Vulkanismus (wie die Grays-River-Vulkane:1324 und die Northcraft-Vulkane:6817) erreichte vor etwa 42 Millionen Jahren die Oberfläche und initiierte dadurch die Hebung der Kaskadenkette.:6813
Mehrere weitere bedeutende Ereignis geschahen vor etwa 42 Millionen Jahren, darunter das Ende der Umwandlung der Leech-River-Schiefer:33 (die aus der unter Vancouver Island geschobenen Metchosin/Crescent-Formation hervorgingen) und der Stopp der Prall-Rutsch-Bewegung am Straight Creek Fault; diese Ereignisse könnten die letzten Bewegungen von Siletzia relativ zu Nordamerika widerspiegeln. Auf einer größeren Skala gab es einen Wechsel in der absoluten Richtung der Pazifik-Platte:277 (markiert durch das Ende der Schleife in der Hawaii-Emperor-Kette), sowie einen Wechsel in der Konvergenz der Kula-Platte mit der Nordamerika-Platte.:33
So wie die Subduktion abflaute, tat es auch die Kraft, die Siletzia gegen den Kontinent drückte; das tektonische Regime änderte sich von einem kompressionalen zu einem extensionalen.:1652 Die Ablagerung von Sanden aus dem damals benachbarten Idaho-Batholith in die Tyee-Formation im südlichen Oregon könnte bis vor 46,5 Millionen Jahren fortgesetzt worden sein,:188 wurde jedoch unterbrochen, als Siletzia vom Kontinent abtrieb und zu rotieren begann. (Wie an früherer Stelle erklärt, scheint die Rotation um einen nördlichen Drehpunkt erfolgt zu sein.) Was das Rifting auslöste, ist unbekannt. Wells et al. (1984):290 nahmen an, dass der Kontinent über den Yellowstone-Hotspot glitt und die aufsteigende Plume einen zuvor verschmolzenen Terran losriss. Babcock et al. (1992) schlugen einen Wechsel der Rate, mit der die Platten konvergierten, oder „kinematische Effekte“ (wie ein Schollen-Fenster) von der Passage der Kula-Farallon-Platte (oder der Resurrection-Farallon-Platte) vor.:6799,6819,6813

## Weitere Quellen
- A. M. Miner: Eocene tectonics and active deformation in Cascadia [masters thesis]. Central Washington University, Juni 2002, abgerufen am 21. November 2022.
- P. D. Snavely, R. E. Wells: Cenozoic evolution of the continental margin of Oregon and Washington. In: U.S. Geological Survey. Open-File Report 91-441-B, 1991 (Online [PDF]).